# Hawley (Kent)
Hawley – wieś w Anglii, w hrabstwie Kent, w dystrykcie Dartford. Leży 27 km na północny zachód od miasta Maidstone i 27 km na wschód od centrum Londynu.